# Campeonato Centroamericano y del Caribe 1943
El Campeonato Centroamericano y del Caribe 1943 fue la segunda edición del Campeonato Centroamericano y del Caribe de Fútbol, torneo más importante de la extinta Confederación de Centroamérica y el Caribe de Fútbol, CCCF. El torneo se desarrolló del 5 al 19 de diciembre de 1943 en la capital salvadoreña (San Salvador). 
En este año, no participaron países del Caribe por motivos desconocidos y el campeón fue el anfitrión El Salvador.

## Organización

### Sede
| San Salvador                       |
| ---------------------------------- |
| Estadio Nacional de la Flor Blanca |
| Capacidad: 35 000 espectadores     |
|                                    |

### Equipos participantes
- En cursiva las selecciones debutantes.

| Equipos participantes | Equipos participantes | Equipos participantes | Equipos participantes |
| --------------------- | --------------------- | --------------------- | --------------------- |
| Costa Rica            | Guatemala             | Nicaragua             | El Salvador           |

## Resultados

### Clasificación
| Equipo      | Pts. | PJ | PG | PE | PP | GF | GC | Dif |
| ----------- | ---- | -- | -- | -- | -- | -- | -- | --- |
| El Salvador | 9    | 6  | 4  | 1  | 1  | 28 | 11 | 17  |
| Guatemala   | 9    | 6  | 4  | 1  | 1  | 21 | 11 | 10  |
| Costa Rica  | 6    | 6  | 3  | 0  | 3  | 20 | 15 | 5   |
| Nicaragua   | 0    | 6  | 0  | 0  | 6  | 7  | 39 | -32 |

### Partidos
| 5 de diciembre de 1943 | El Salvador                 | 2:2 (2:1) | Guatemala       | Estadio Flor Blanca, San Salvador |                           |
|                        | Monterrosa 39' · Torres 41' |           | Toledo 31', 60' | Árbitro(s): Carlos Esteva         | Árbitro(s): Carlos Esteva |

| 5 de diciembre de 1943 | Costa Rica                                                                               | 7:0 (4:0) | Nicaragua | Estadio Flor Blanca, San Salvador |                           |
|                        | Ubieta 27' (a.g.) · J. Rojas 32' · Zeledón 34', 62', 76' · Granados 40' · J.L. Rojas 86' |           |           | Árbitro(s): Carlos Esteva         | Árbitro(s): Carlos Esteva |

| 7 de diciembre de 1943 | Costa Rica                    | 2:3 (1:2) | Guatemala                               | Estadio Flor Blanca, San Salvador |                           |
|                        | Morera Soto 43' · Zeledón 55' |           | Mendoza 17' · Toledo 45' · González 70' | Árbitro(s): Carlos Esteva         | Árbitro(s): Carlos Esteva |

| 7 de diciembre de 1943 | El Salvador                                                                 | 8:1 (4:0) | Nicaragua  | Estadio Flor Blanca, San Salvador |                           |
|                        | Aceituno 5', 62', 70' · Corado 15' · Ruano 28' · Deras 32' · Rivas 49', 65' |           | García 80' | Árbitro(s): Carlos Esteva         | Árbitro(s): Carlos Esteva |

| 9 de diciembre de 1943 | El Salvador                                                | 4:2 (1:1) | Costa Rica       | Estadio Flor Blanca, San Salvador |                           |
|                        | Monterrosa 5' · Linares 60' (pen.) · Torres 72' · Cruz 86' |           | Zeledón 38', 84' | Árbitro(s): Carlos Esteva         | Árbitro(s): Carlos Esteva |

| 9 de diciembre de 1943 | Guatemala | 6:2 | Nicaragua | Estadio Flor Blanca, San Salvador |  |

| 12 de diciembre de 1943 | El Salvador           | 2:1 (0:1) | Guatemala  | Estadio Flor Blanca, San Salvador |                           |
|                         | Torres 47' · Cruz 50' |           | Toledo 32' | Árbitro(s): Carlos Esteva         | Árbitro(s): Carlos Esteva |

| 12 de diciembre de 1943 | Costa Rica                                | 3:2 (1:1) | Nicaragua                | Estadio Flor Blanca, San Salvador |                           |
|                         | Riggioni 42' · Á. Rojas 51' · Zeledón 55' |           | Navarro 30' · García 85' | Árbitro(s): Carlos Esteva         | Árbitro(s): Carlos Esteva |

| 16 de diciembre de 1943 | El Salvador                                                                            | 10:1 (5:1) | Nicaragua | Estadio Flor Blanca, San Salvador |                           |
|                         | Aceituno 4' · Rivas 6', 72', 85' · Cruz 12', 28', 68', 71' · Regalado 40' · Corado 70' |            | García 1' | Árbitro(s): Carlos Esteva         | Árbitro(s): Carlos Esteva |

| 16 de diciembre de 1943 | Guatemala                                  | 4:2 (0:1) | Costa Rica                        | Estadio Flor Blanca, San Salvador |  |
|                         | Del Cid 48', 65' · Castro 67' · Toledo 75' |           | Zeledón 43' (pen.) · J. Rojas 88' |                                   |  |

| 19 de diciembre de 1943 | Guatemala                                                          | 5:1 (2:0) | Nicaragua   | Estadio Flor Blanca, San Salvador |                           |
|                         | Toledo 18', 22' · Miranda 48' (a.g.) · Camposeco 53' · Mendoza 85' |           | Morales 65' | Árbitro(s): Alfonso Rivas         | Árbitro(s): Alfonso Rivas |

| 19 de diciembre de 1943                                    | El Salvador           | 2:4 (1:1) | Costa Rica                                             | Estadio Flor Blanca, San Salvador                        |                                                          |
|                                                            | Corado 10' · Cruz 53' |           | Á. Rojas 26' · Zeledón 66' · Riggioni 72' · Varela 84' | Asistencia: 30000 espectadores Árbitro(s): Carlos Esteva | Asistencia: 30000 espectadores Árbitro(s): Carlos Esteva |
| Álvaro Rojas falló un penalti en el primer tiempo (poste). |                       |           |                                                        |                                                          |                                                          |

- El Salvador y Guatemala debían de disputar un partido de desempate el 21 de diciembre ya que ambos quedaron igualados en puntos, sin embargo, este encuentro nunca tuvo lugar porque Guatemala decidió no jugarlo por la inseguridad que podrían correr si ganaban ese compromiso. Al final, el título se le adjudicó al seleccionado local por diferencia de goles.

|                                 |
| Bandera de El Salvador          |
| Campeón El Salvador 1.er título |